# Zamek Lipowiec
Zamek Lipowiec – ruiny zamku biskupów krakowskich leżącego na Jurze Krakowsko-Częstochowskiej, wybudowanego w systemie tzw. Orlich Gniazd, we wsi Wygiełzów w województwie małopolskim, w powiecie chrzanowskim.
Zamek jest zlokalizowany na wapiennym wzgórzu (362 m n.p.m.) o tej samej nazwie, będącym częścią Garbu Tenczyńskiego, na terenie rezerwatu przyrody „Lipowiec”, w sąsiedztwie wsi Wygiełzów i Babice.

## Historia

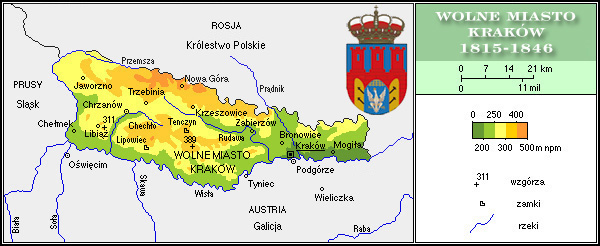
Położenie zamku na terenie Wolnego Miasta Kraków (1815–1846)

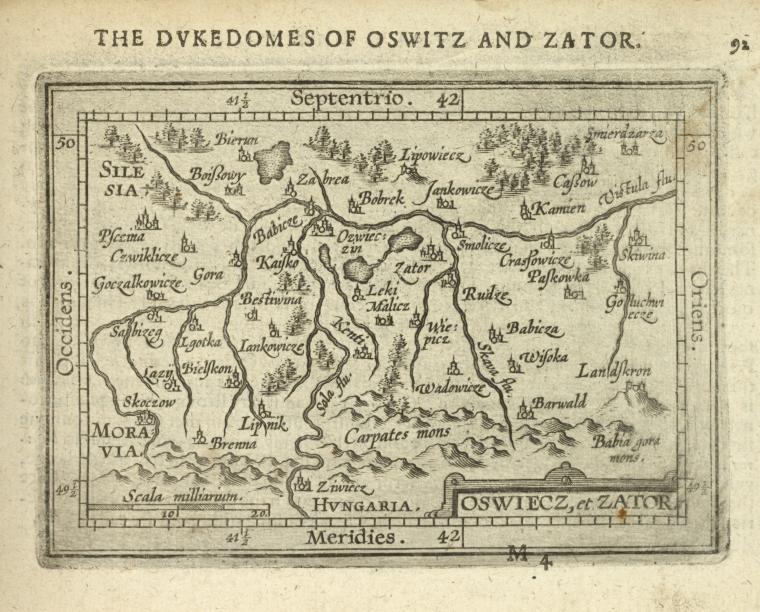
Lipowiec na mapie Księstwa Oświęcimskiego i Zatorskiego – mapa Abrahama Orteliusa z 1603 r.

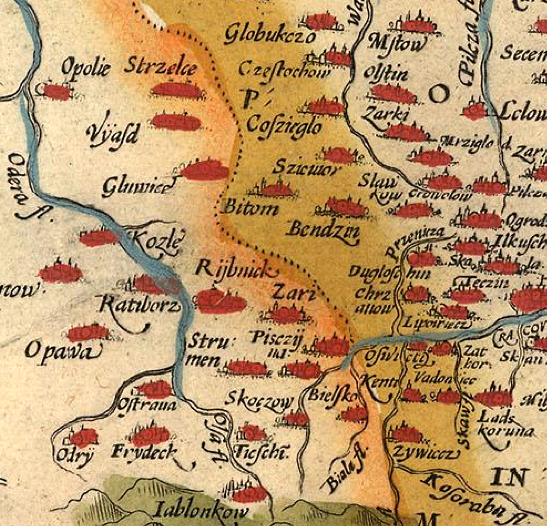
Lipowiec w granicach Korony Królestwa Polskiego jako Lipoiriecz na mapie Wacława Grodzieckiego wydanej w 1592 r.

Strategiczne położenie wzgórza przy szlaku z Krakowa na Śląsk, na którym znajdują się obecne ruiny zamku, zostało zauważone już w okresie rozbicia dzielnicowego monarchii piastowskiej, a niestabilność polityczna tego okresu była kolejnym argumentem za ulokowaniem na wzgórzu niewielkiej fortecy, która by chroniła handlowy szlak. Przed 1243 r. tereny te należały do małopolskiego rodu Gryfitów, następnie na krótko do klasztoru benedyktynek w Staniątkach, którego ksienią była córka właściciela dóbr babickich (do których należał Lipowiec) Klemensa z Ruszczy herbu Gryf. Od zakonu benedyktynek tereny te nabył biskup krakowski Jan Prandota, włączając je do własności biskupstwa krakowskiego, do którego jako domena kościelna należały do 1789. Z inicjatywy Jana Prandoty wybudowano, albo przynajmniej rozbudowano na wzgórzu twierdzę, wtedy jeszcze drewnianą, ale być może już z murowaną wieżą, której najstarsze partie pochodzą z drugiej połowy XIII wieku. Zamek murowany najprawdopodobniej stopniowo zaczął powstawać od drugiej połowy XIII aż do początków XIV w.
W 1294 roku biskupem krakowskim został Jan Muskata, a ponieważ zamek Lipowiec należał do dóbr biskupstwa krakowskiego Muskata został jego gospodarzem, wykorzystując zamek jako punkt oporu  wobec króla Władysława Łokietka. Z zamku Muskata razem ze swoim szwagrem Gerlachem de Kulpe dokonywał także wypadów rabunkowych, dokonując grabieży mienia okolicznej ludności.
Zamek Lipowiec został przez Muskatę znacznie rozbudowany, chociaż trudno jest dokładnie określić skalę podjętych prac budowlanych. Po śmierci króla Czech i Polski, Wacława II oraz jego następcy, Wacława III, protektorów Muskaty, ten ostatni, po przejściowej zgodzie z Łokietkiem, popadł z nim w konflikt i został wygnany z diecezji (1306). Jednym z miejsc, gdzie się schronił, był właśnie zamek Lipowiec, w którym przebywał on okresowo aż do 1312 r., stawiając opór wojskom Łokietka.
Po okresie walk między Piastami i ustabilizowaniu się władzy po objęciu tronu przez Kazimierza Wielkiego, zamek Lipowiec pełnił funkcję twierdzy granicznej, strzegącej także przebiegający tutaj szlak handlowy z Małopolski na Śląsk. Wygląd zamku, z okresu końca XIII i pierwszej połowy XIV w., nie jest nam znany. Wiadomo tylko, że już wtedy stała kamienna wieża, o czym świadczą badania przeprowadzone nad dolnymi partiami obecnie stojącej wieży, które właśnie pochodzą z tego okresu. Jednakże nie była ona wtedy integralną częścią bryły budowli, tylko stanowiła odrębny, wolno stojący obiekt, mający na celu wzmocnienie obrony głównej bramy wjazdowej znajdującej się w jej pobliżu.
W XIV i XV w. zamek był kilkakrotnie poddawany różnym rozbudowom, przebudowom i remontom, w zależności od celów, jakim miał on służyć. Zwłaszcza w XV w. obiekt znacznie się powiększył, poprzez rozbudowę jego korpusu, zbliżając się w swym obrysie do obecnego wyglądu z dominującą nad całością wieżą, już połączoną z resztą zamku, będąc zabudowaną w południowo-wschodnim narożu, powiększoną i przebudowaną z myślą o zastosowaniu artylerii (działobitnie i tarasy ze strzelnicami).
Cały obiekt otoczony był dość głęboką fosą, nad którą przerzucony był drewniany most, prowadzący do bramy z furtą dla pieszych. Znacznie niżej, od strony południowo-wschodniej zamku, wybudowano liczne, drewniane budynki gospodarcze, w wyniku czego powstało tzw. przedzamcze, które później (najprawdopodobniej pod koniec XV w.) zostało otoczone odrębnym murem z bramą wjazdową. Wzmocnienie obronności i modernizacja militarna wiązała się m.in. z niespokojnym okresem wojen husyckich w pierwszej połowie XV w., których teatr działań znajdował się przecież niedaleko, zwłaszcza, że jedna z baz husytów była umiejscowiona w Gliwicach na Śląsku, skąd dokonywano wypadów zbrojnych na tereny Małopolski.
Do znanych nam biskupów krakowskich, którzy aktywnie inicjowali prace na zamku, należą Wojciech Jastrzębiec (1412–1423) i Zbigniew Oleśnicki (1423–1451). O wkładzie tych postaci w rozbudowę zamku świadczą m.in. widoczne do dziś ich tarcze herbowe w ścianach dziedzińca zamku górnego. W 1444 r. Zbigniew Oleśnicki, wystawił w Lipowcu przywilej dla Księstwa siewierskiego, będącego nowym nabytkiem biskupstwa krakowskiego.
W XV w., zamek w dalszym ciągu pełnił funkcję strażniczą oraz rezydencjonalną biskupów krakowskich, jednakże rozszerzono ją na więzienie dla duchownych. Nowa rola, jak przypadła budowli, wiązała się z adaptacją na cele więzienne wielu pomieszczeń zamkowych, którą zapewne rozpoczęto w tym okresie. Do bardziej znanych więźniów Lipowca w tym stuleciu należał opat Mikołaj z Buska, uwięziony tu w 1437 r.
Rola zamku lipowieckiego jako więzienia kościelnego wzrosła jednak dopiero od XVI w., co niewątpliwie związane było z rozwijającą się reformacją. Nie więziono tutaj tylko innowierców, ale także duchownych, za przestępstwa pospolite, jak np. braci zakonnych – franciszkanów z Krakowa – za zabójstwo Alberta Fontiniego – komisarza franciszkańskiej prowincji czesko-polskiej. Do najznaczniejszych więźniów Lipowca należał jednak Franciszek Stankar, Włoch z pochodzenia, wykładowca Akademii Krakowskiej. Został osadzony na zamku w 1550 r. za propagowanie unitarianizmu. Z pomocą przyjaciół wśród których był Andrzej Trzecieski zdołał jednak zbiec z zamku i już w dwa lata po uwięzieniu wydać dzieło o reformie Kościoła w Polsce, rozpoczęte jeszcze w więzieniu lipowieckim. W celach zamku więziony był też Walenty z Krzczonowa, a porwany przez ludzi biskupa Marcin Krowicki został uwolniony przez szlachtę w czasie transportu na zamek.
Rozpoczęte już w XV w. prace adaptacyjne dla celów więziennych zamku nabrały rozmachu w XVI w., kiedy to zaczęto powiększać pomieszczenia przeznaczone na cele. Spłycono także fosę otaczającą zamek i postawiono w niej kamienne filary pod most, a w samym zamku przebudowano nieco ciągi komunikacyjne i schody. Były to chyba najbardziej zaawansowane prace budowlane na zamku w tym okresie. W dobie pokoju i stabilizacji tego regionu nie było konieczności, aby militarnie wzmacniać zamki. Większość tych prac prowadzonych była zapewne w pierwszej połowie XVI wieku z inicjatywy biskupa Jana Konarskiego (1503-1525) oraz w latach 50. – Andrzeja Zebrzydowskiego. Tak jak poprzednio o ich roli w rozbudowie zamku świadczą wmurowane tarcze herbowe na terenie zamku.
XVII w. nie był dla zamku zbyt łaskawy: zniszczenia w wyniku pożaru zamku w 1629 r. i później najazdu szwedzkiego z lat 50., rozpoczęły stopniowy proces upadku Lipowca. Innym czynnikiem powodującym powolny zmierzch budowli była jego przestarzałość jako obiektu mieszkalnego, nie spełniającego już wymogów barokowych rezydencji – tym samym Lipowiec przestał już być siedzibą biskupów krakowskich, którzy w pobliżu niego wznieśli nowy, drewniany dwór, który miał spełniać tę funkcję.
Pożar, który wybuchł w sierpniu 1629 r., strawił znaczną część drewnianych zabudowań i dotknął głównie górną część zamku. Inwentarz z 1645 r. świadczy o znacznych rozmiarach zniszczeń, które starał się zniwelować biskup Jan Zadzik w latach 40. XVII w., będąc inicjatorem odbudowy i przebudowy przedzamcza, które miało głównie charakter gospodarczy.
Szwedzi zajęli Lipowiec 9 października 1655 r., ustanawiając w nim kwaterę główną m.in. z uwagi na kontrolę szlaku wodnego niedalekiej Wisły. Opuścili go dopiero latem 1657 r., paląc go na odchodnym.
Zdewastowany i zaniedbany obiekt popadający w ruinę trwał tak do lat 30. XVIII w., gdy decyzję o jego odbudowie podjął biskup krakowski Konstanty Felicjan Szaniawski. Zanim to jednak nastąpiło zamek gościł w swych murach, 17 sierpnia 1683 r., króla Jana III Sobieskiego, który zatrzymał się tutaj na odpoczynek podczas wyprawy na Wiedeń. Wydarzenie to upamiętnione jest wmurowaniem tablicy kamiennej, w sieni przejazdowej na dziedziniec, z okazji trzechsetnej rocznicy tej wizyty.
Wspomniana odbudowa zamku przez biskupa Konstantego Felicjana Szaniawskiego miała na celu przystosowanie obiektu na dom poprawy dla duchownych. Prace w tym kierunku podjęto w latach 20. XVIII w. i kontynuowano w latach 50., już za czasów kolejnego biskupa Andrzeja Załuskiego. Poza niezbędnymi konserwacjami na zewnątrz zamku, przebudowa dotyczyła głównie jego wnętrza, czyli pomieszczeń i ciągów komunikacyjnych – wybudowano m.in. nową klatkę schodową w południowo-zachodnim narożniku budowli. Efekty tej przebudowy są widoczne do dziś, gdyż później nie podejmowano już żadnych poważniejszych prac budowlanych na terenie zamku, ograniczając się co najwyżej do bieżących remontów.
W 1789 r., po śmierci biskupa krakowskiego Kajetana Sołtyka, zamek Lipowiec przeszedł na rzecz skarbu państwa na mocy reformy cesarza Józefa II, a następnie dostał się w ręce prywatne. W 1800 r. na zamku wybuchł bardzo duży pożar, który obok zniszczeń wnętrz, strawił znaczną część dachu.

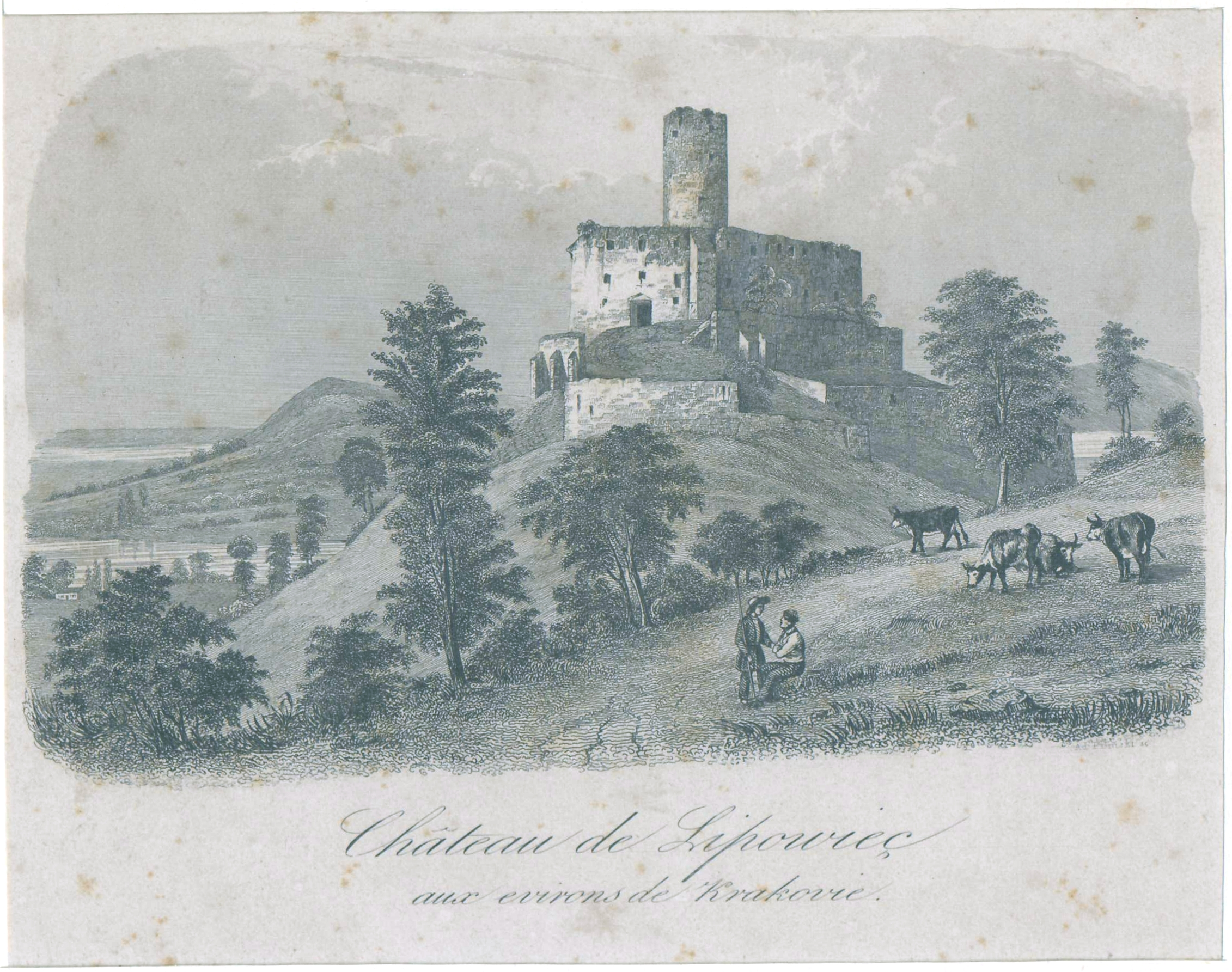
Dziewiętnastowieczna grafika przedstawiająca ruiny

Po tych ciosach budowla była tylko częściowo zamieszkana niemal do końca lat 40. XIX w., potem zamek był już opuszczony, a to znacznie przyczyniło się do postępującej dewastacji obiektu, co jest uwidocznione na szeregu dziewiętnastowiecznych rycin, dla których zamek ten był wdzięcznym tematem. Wtedy też zaczęto naukowo opracowywać jego dzieje – powstała monografia autorstwa Władysława Łuszczkiewicza w latach 80. XIX w.
W 1868 roku hr. Guido Donnersmarck kupił zamek wraz jego dobrami w tym z dużą ilością lasów od Antoniny Łąskiej.
Coraz bardziej popadający w ruinę zamek dotrwał do lat 50. XX w., kiedy to podjęto decyzję o jego ochronie i podjęciu niezbędnych prac archeologiczno-historycznych i budowlanych w celu zachowania obiektu w stanie trwałej ruiny oraz przystosowania do zwiedzania. Zamek figuruje jako obiekt zabytkowy w wydanym w 1953 r. Katalogu Zabytków Sztuki.
Prace konserwatorskie i badawcze trwały w latach 1961-1969 i jeszcze do 1975 r. w okolicach przedbramia.

## Architektura
Lipowiec to typowy gotycki obronny zamek typu wyżynnego. Zbudowany jest on przede wszystkim z kamienia, a cegły zastosowano głównie do sklepień. W przeszłości elewacje zamku górnego były pokryte tynkiem, który zachował się w śladowych ilościach. Nie dotrwały również do naszych czasów obramowania okien i drzwi, a także inne elementy dekoracji wnętrz, co jest efektem pożarów i dewastacji przez lata opuszczenia. Cały obiekt składa się z trzech zasadniczych części:
- czteroskrzydłowego zamku górnego z wewnętrznym dziedzińcem;
- przedbramia – dość rzadkiego rozwiązania architektonicznego w średniowiecznym budownictwie obronnym; składały się na nie: fosa z przerzuconym nad nią mostem do wolno stojącej bramy, a ta z kolei była połączona z bramą główną zamku górnego dwoma równoległymi murami (tzw. szyją) – przedbramie zostało zlikwidowane w XVII w., wiemy o nim dzięki badaniom archeologicznym;
- przedzamcza (podzamcza), które powstało u schyłku XV w. – był to plac otoczony odrębnym murem i z własną bramą, na którym znajdowały się drewniane budynki gospodarcze, takie jak stajnie, wozownie, domy dla służby itp.; przedzamcze było położone znacznie niżej od głównego korpusu zamku.

Zasadnicza część obiektu, na planie pięcioboku – tzw. zamek górny – tworzy dość jednolitą czteroskrzydłową bryłę wokół wewnętrznego dziedzińca niewielkich rozmiarów. Z tej bryły wyraźnie wybija się wieża wtopiona w południowo-wschodni narożnik zamku. Obecnie cały zamek górny pozbawiony jest zupełnie dachu (kiedyś był on dwuspadowy), a układ przestrzenny wewnątrz, jak już zostało wspomniane, to efekt przebudowy z XVIII w.
Na parterze znajdowały się głównie pomieszczenia gospodarcze: jadalnia (refektarz), kuchnia, spiżarnia, magazyn, piekarnia i skarbiec. Również na tej kondygnacji znajduje się studnia, o głębokości ponad 24 m, pochodząca z najwcześniejszego okresu istnienia zamku – nad nią znajdował się drewniany kołowrót z wiadrami.
Na pierwszym piętrze znajdowały się pomieszczenia mieszkalne, kaplica oraz cele więzienne. W części mieszkalnej obecnie znajduje się muzeum związane z zamkiem. Na drugim piętrze, podobnie jak na pierwszym, znajdowały się pomieszczenia mieszkalne, z tym, że przeznaczone były one raczej dla gości, a od strony zachodniej były cele więzienne.
Najbardziej okazałą częścią całego zamku to czterokondygnacyjna wieża na planie koła, o wysokości ok. 30 m, będąca najstarszą częścią budowli, pochodząca z drugiej połowy XIII i początku XIV w. W pierwszym okresie dziejów Lipowca był to typowy donżon (stołp), czyli wolno stojący element obronny, umieszczony niedaleko bramy, mający wzmocnić jej obronę, a także będąc ostatnim punktem oporu podczas zdobycia twierdzy. Jest to typowe rozwiązanie obronne szeroko stosowane w średniowiecznych fortecach i zazwyczaj jako pierwszy etap budowy tychże. Wejście do wieży znajdowało się na znacznej wysokości – w przypadku Lipowca mniej więcej w połowie jej wysokości. W XV w. wieża była rozbudowana i włączona do konstrukcji zamku górnego. Wtedy też przystosowano ją do bardziej nowoczesnych wymogów militarnych, tworząc na poszczególnych piętrach działobitnie, przeznaczone na taraśnice, a więc tym samym zamku można było bronić z wieży już na pewną odległość, poprzez ostrzał pobliskich terenów. Dolne partie wieży to więzienny loch, do którego spuszczano skazańców poprzez otwór w podłodze niedaleko do jej wejścia.
Wewnątrz wieży można się przemieszczać po wąskiej i krętej klatce schodowej z kamiennymi stopniami.
Najwyższa kondygnacja wieży nie zachowała się – na samym szczycie obecnej wieży widoczne są po niej ślady w postaci kamiennych wsporników, które podtrzymywały mur o znacznej grubości. Cała wieża była przykryta spadzistym stożkowym dachem. Obecnie na szczycie wieży jest taras widokowy, dostępny dla zwiedzających, zabezpieczony metalową poręczą.

## Legendy
Jak z każdym niemal zamkiem i z tym wiążą się legendy. Jedna dotyczy uwięzionego Franciszka Stankara w 1550 r. i jego ucieczki z Lipowca, w której miała mu pomóc, zakochana w nim, córka dozorcy więzienia, dostarczając mu sznurów, po których Stankar spuścił się z okna.
Inna legenda mówi o zajeżdżającej w nocy karecie z dostojnikiem kościelnym, który wysiada na dziedzińcu i udaje się do środka. Zaraz potem oprawcy ciągną na dziedziniec skutego łańcuchami mnicha, następnie kat podnosi miecz do ścięcia skazańca i w tym momencie wraz z uderzeniem pioruna wszystkie widziadła znikają. Legenda ta związana jest w oczywisty sposób z przeznaczeniem i rolą więzienną zamku dla duchowieństwa.

## Galeria

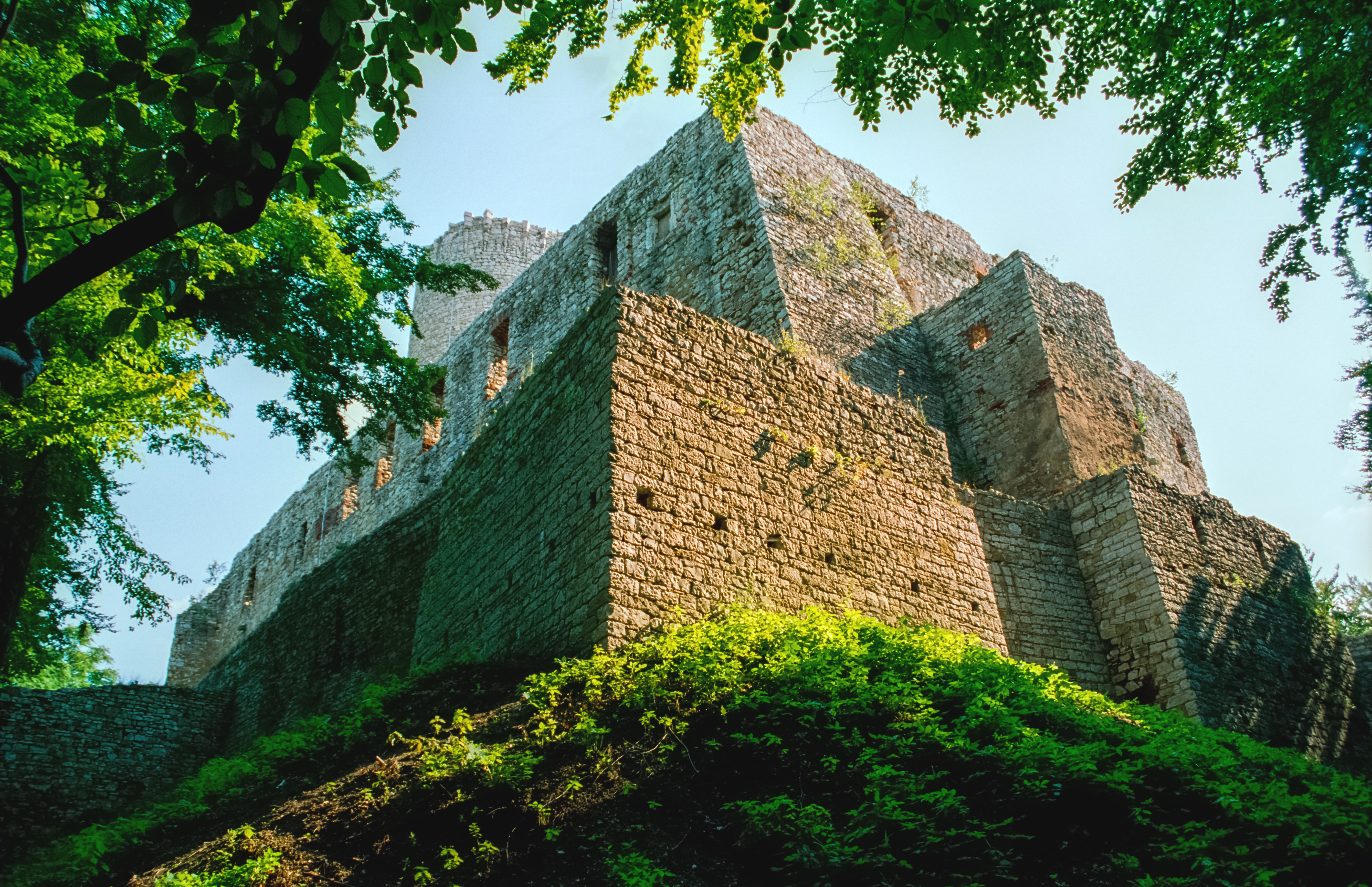
Potężne mury zamkowe
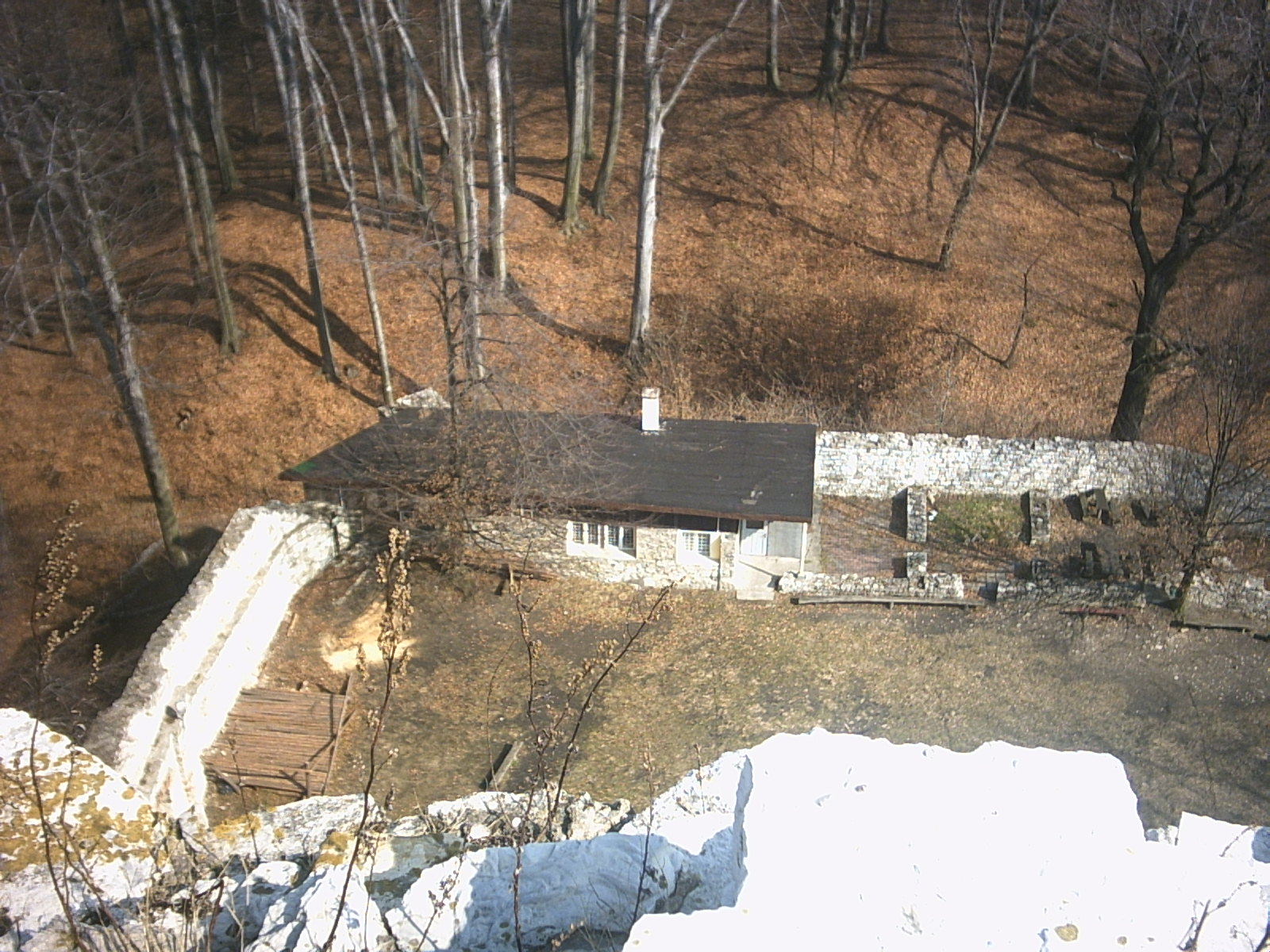
Widok z wieży na podzamcze
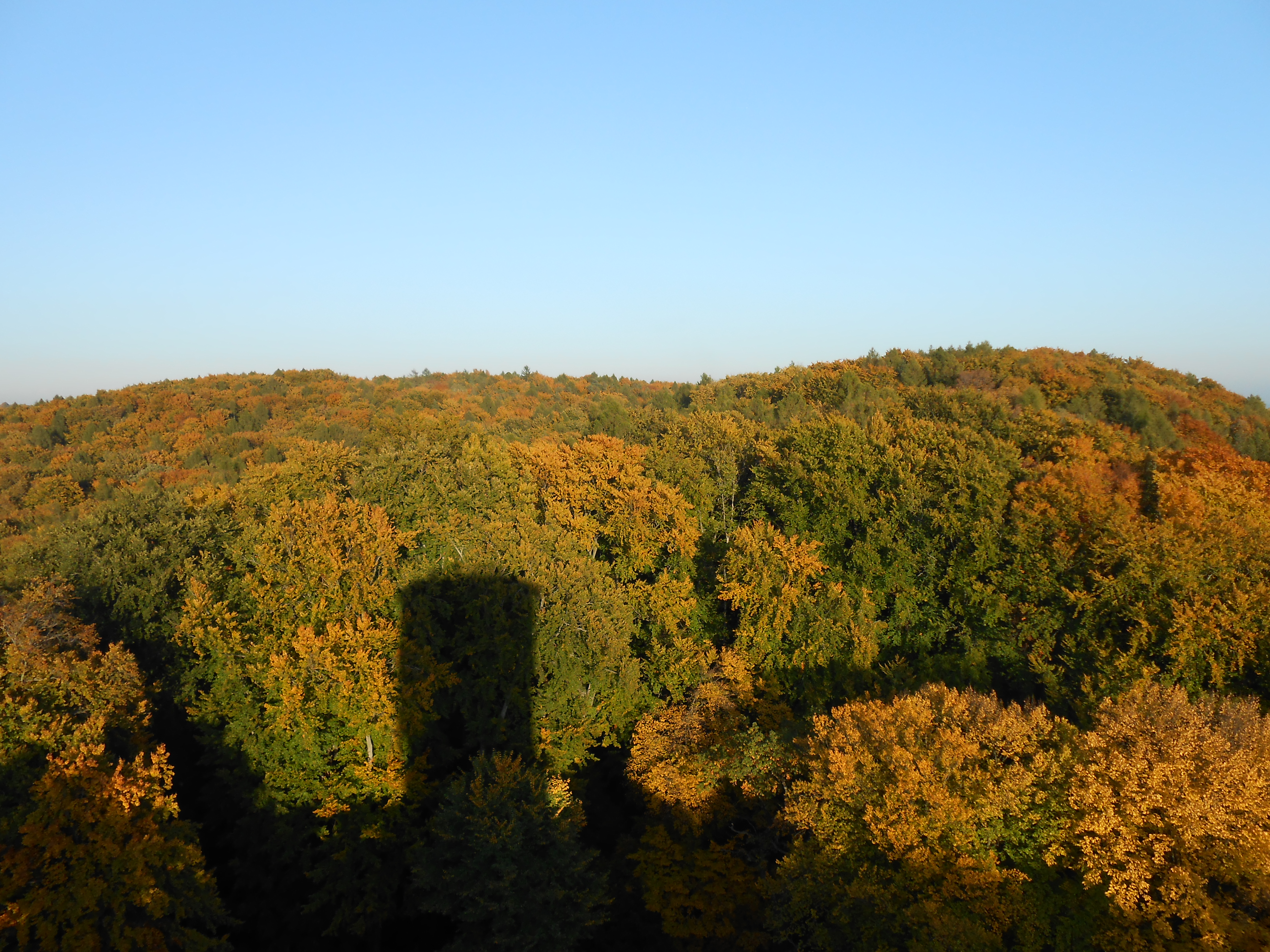
Widok z wieży w kierunku wschodnim
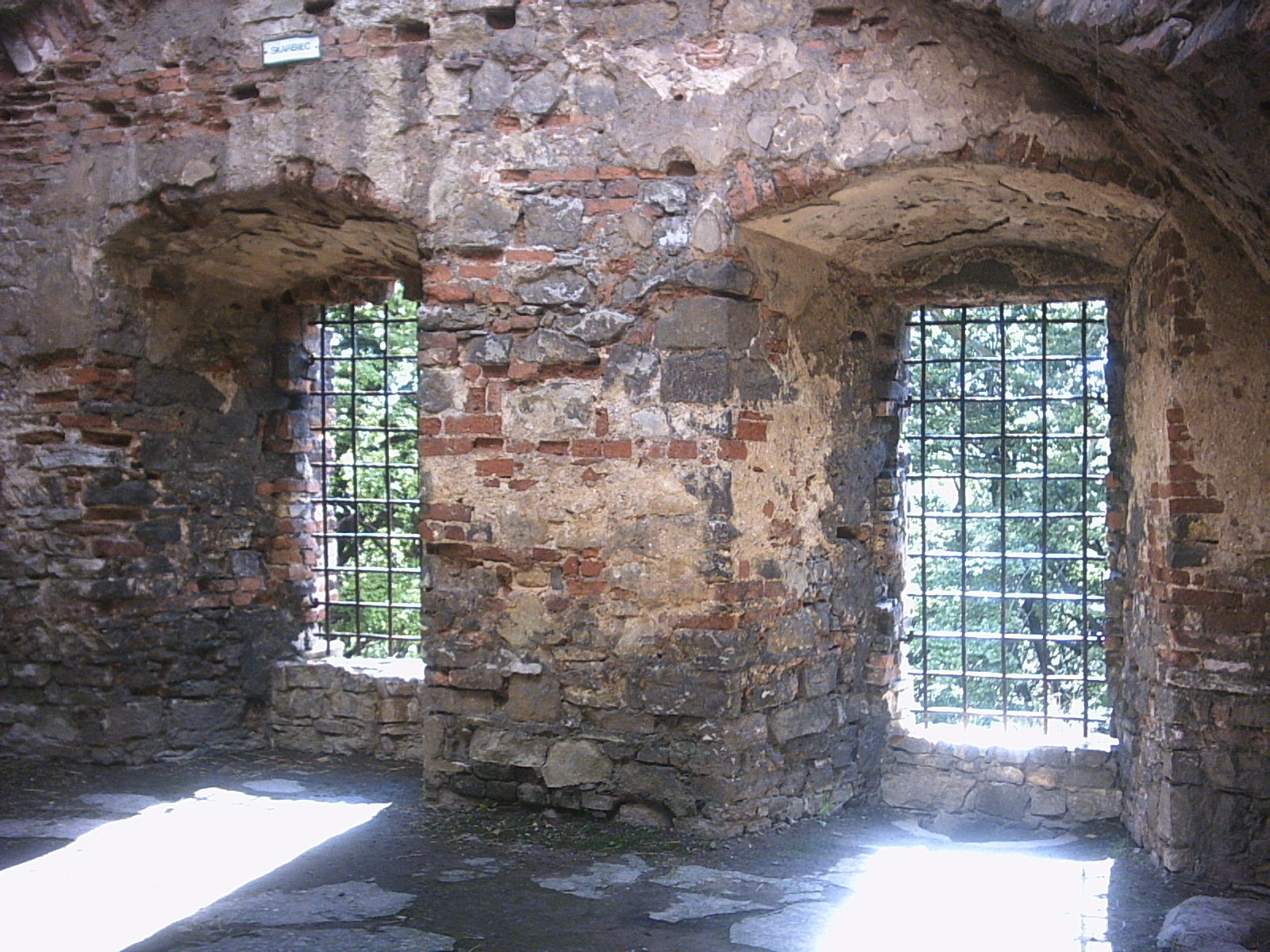
Skarbiec
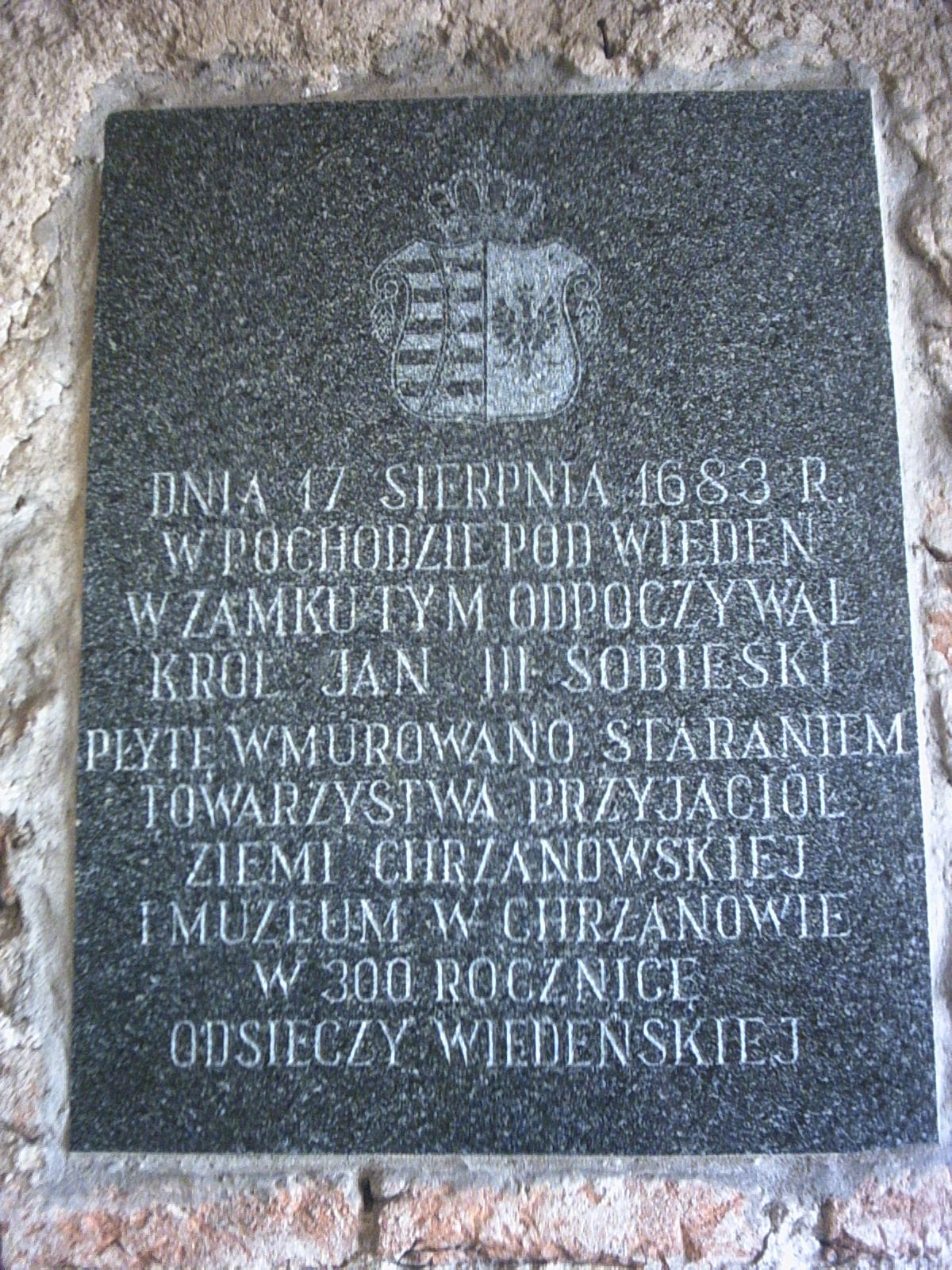
Tablica upamiętniająca wizytę Jana III Sobieskiego na zamku w sierpniu 1683 r.
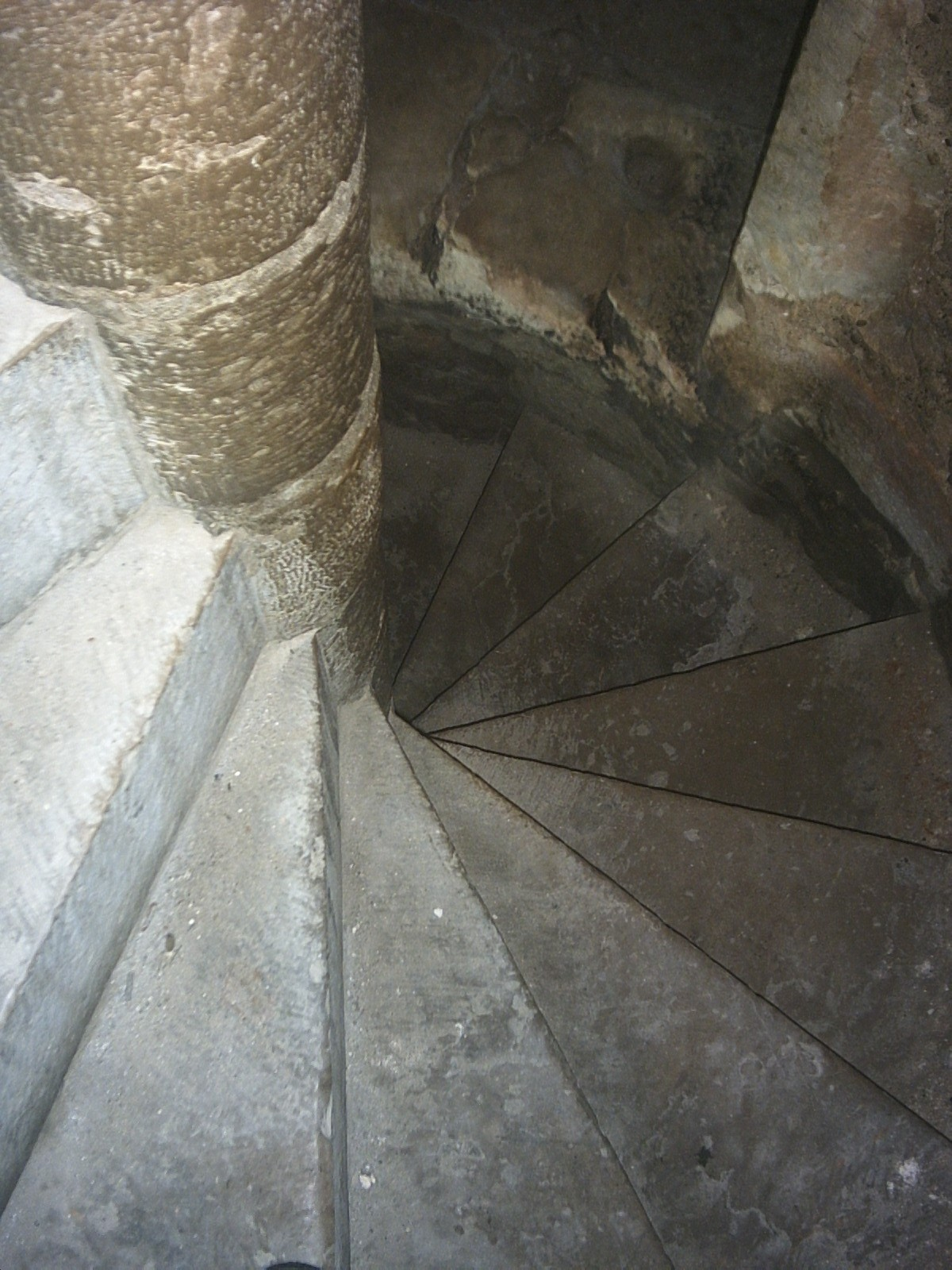
Schody w wieży